# Melocactus concinnus
Melocactus concinnus é uma espécie botânica de plantas da família das Cactaceae. É endêmica de Minas Gerais, Brasil. É uma espécie rara na vida silvestre.
É uma planta perene carnuda e armados com espinhos globosa, de cor verde e com as flores de cor rosa.

## Sinonimia
- Melocactus pruinosus
- Meolocactus axiniphorus
- Melocactus robustispinus